# Джарроу
Джа́рроу (англ. Jarrow, заст. Жервей, Ярроу) — невелике місто, розташоване на південному березі річки Тайн на північному сході Англії. Від 1974 року належить до адміністративного району Південного Тайнсайду, в графстві Тайн-енд-Вір, до того — в складі графства Дарем. Населення Джарроу станом на 2001 рік становило 27 526 осіб, а на 2011 — 43,431.
.

## Історія
На території Джарроу від I століття існував римський форт. 750 року поселення згадується як Gyruum.
682 року преподобний Бенедикт Біскоп побудував тут монастир, присвячений святому Павлу, який став частиною подвійного монастиря абатства Монквірмут — Джарроу в Нортумбрії. Монастир прославився, як центр вченості і як місце, де жив, працював і похований Беда Преподобний. Монастир зруйновано під час набігу данів близько 860 року. Від XI століття і до тюдорівської секуляризації в XVI столітті в частково відновленому монастирі жили кілька ченців Даремського собору. Нині біля монастиря розташований історичний музей «Світ Беди».
Від середини XIX століття Джарроу бурхливо розвивалося і до 1934 було центром суднобудування, вуглевидобутку та залізорудної промисловості. Місто відоме тим, що після закриття в 1934 більшості великих підприємств, в ньому 1936 року почався Марш із Джарроу (протестний марш британських безробітних) на Лондон.
Місто з'єднано двома тунелями з північним берегом Тайна і входить до системи метрополітену Тайн-енд-Віру.